# Aigen im Ennstal
Aigen im Ennstal là một đô thị thuộc huyện Liezen bang Steiermark, nước Áo. Đô thị Aigen im Ennstal có diện tích 86,4 km², dân số thời điểm cuối năm 2008 là 2518 người.